# Alejandro Flores Jiménez
Alejandro Cenovito Flores Jiménez (Zumpango de Ocampo, Estado de México; 6 de mayo de 1981) es un político mexicano miembro del Partido Acción Nacional, fue Presidente municipal de  Zumpango,  Estado de México, para el periodo 2009-2012.

## Historia
Político y Abogado, nació el 6 de mayo de 1981 en San Sebastián, Zumpango, Estado de México.

## Estudios
Egresado de la Universidad Hispanoamericana, de la Licenciatura en Derecho y Diplomado como Perito en Criminalística.
A la edad de 20 años empezó a trabajar en diversos Despachos Jurídicos como Asesor Jurídico y postulación en asuntos laborales, civiles, penales, agrarios, mercantiles, contratos, convenios, amparos, trámites administrativos, etc.

## Carrera política
En el 2006, con 24 años de edad, emprende su carrera política como candidato del Partido Acción Nacional para diputado local por el Distrito XXVIII, sin lograr la mayoría requerida para el cargo.
En el 2008 es subdelegado jurídico en la Reforma Agraria del Estado de México, y en el Registro Agrario Nacional en la Delegación Estado de México, funge como Asesor Jurídico en: Órganos de Representación (elección y remoción), Aceptación de Avecindados, Reconocimiento de Ejidatarios, Dominio Pleno, Reglamento Interno, Delimitación de Expedientes Generales y Revisión Jurídica de Expedientes Generales e Individuales del PROCEDE, en donde obtiene el Primer Lugar Nacional en la Evaluación de la Capacitación de Lineamientos Generales del PROCEDE. 
En el 2009 es elegido como candidato a la Presidencia Municipal de Zumpango, siendo así la primera vez que Gobierna Acción Nacional en este Municipio. 
En la elección de 2012, postuló a su mamá Adelaida Jiménez Padilla como candidata a la Presidencia Municipal, generando la derrota de su partido para el periodo 2012-2015.
Finalizando su cargo como Presidente Municipal de Zumpango se desempeñó como Secretario General del Comité Directivo Estatal del Partido Acción Nacional en el Estado de México.
En 2015 se postula nuevamente como candidato a la Presidencia Municipal de Acción Nacional para el periodo 2015-2018.
Entre otros cargos partidistas destaca como Consejero Estatal y Consejero Nacional para el periodo 2014 - 2016.